# Selectine
Le selectine appartengono a una famiglia di proteine di adesione coinvolte nel processo di infiammazione (o flogosi). Esse sono glicoproteine transmembrana, costituite da una singola catena polipeptidica (monomeriche). Il legame delle selectine ai rispettivi ligandi media il processo di adesione dei leucociti alle pareti endoteliali e il loro rotolamento (rolling) al fine di permettere l'extravasazione leucocitaria, ovvero il passaggio dei leucociti dallo spazio intravascolare al tessuto leso, dove svolgeranno il proprio ruolo volto all'eliminazione dell'agente lesivo.
La famiglia delle selectine comprende diverse classi, ciascuna caratterizzata da una diversa sede di espressione.
- La L-selectina, o CD62L, è espressa a livello della superficie leucocitaria, localizzata all'apice dei microvilli dei leucociti. Interagisce con i ligandi espressi dall'endotelio e consente un'adesione transitoria.
- La E-selectina, o CD62E, è espressa sulle cellule endoteliali solo in seguito ad attivazione di queste da parte delle citochine. Il ligando della E-selectina è rappresentato da gruppi carboidrati sialilati complessi (sialil-Lewis X) presenti su proteine di superficie dei leucociti.
- La P-selectina, o CD62P, può essere espressa sia dalle cellule endoteliali, sia dalle piastrine (da qui P). In assenza di flogosi, la P-selectina è espressa a livello di granuli di secrezione intracellulari, non risultando quindi esposta sul versante extracellulare. In caso di infiammazione, il rilascio di mediatori chimici stimola la traslocazione della P-selectina sulla superficie cellulare, ora disponibile all'interazione con i ligandi leucocitari.